# Fattigia pele
Fattigia pele är en nattsländeart som först beskrevs av Ross 1938.  Fattigia pele ingår i släktet Fattigia och familjen krumrörsnattsländor. Inga underarter finns listade i Catalogue of Life.